# Podil, Ohtîrka
Podil (în ucraineană Поділ) este un sat în comuna Stara Ivanivka din raionul Ohtîrka, regiunea Sumî, Ucraina.

## Demografie
Componența lingvistică a localității Podil
     Ucraineană (98,31%)
Conform recensământului din 2001, majoritatea populației localității Podil era vorbitoare de ucraineană (98,31%), existând în minoritate și vorbitori de alte limbi.